# Arcahueja
Arcahueja, ou parfois de façon fautive Arcabueja, est une localité du municipio (municipalité ou canton) de Valdefresno, dans la comarque de La Sobarriba, province de León, communauté autonome de Castille-et-León, dans le Nord de l'Espagne.
C'est une halte sur le Camino francés du Pèlerinage de Saint-Jacques-de-Compostelle.

## Culture et patrimoine

### Pèlerinage de Compostelle
Sur le Camino francés du Pèlerinage de Saint-Jacques-de-Compostelle, on vient de la localité de Villarente dans le municipio de Villasabariego.
La prochaine halte est la localité de Valdelafuente, dans le municipio de Valdefresno.

## Sources et références
- (es) Cet article est partiellement ou en totalité issu de l’article de Wikipédia en espagnol intitulé « Arcahueja » (voir la liste des auteurs).
- Grégoire, J.-Y. & Laborde-Balen, L. , « Le Chemin de Saint-Jacques en Espagne - De Saint-Jean-Pied-de-Port à Compostelle - Guide pratique du pèlerin », Rando Éditions, mars 2006,  (ISBN 2-84182-224-9)
- « Camino de Santiago St-Jean-Pied-de-Port - Santiago de Compostela », Michelin et Cie, Manufacture Française des Pneumatiques Michelin, Paris, 2009,  (ISBN 978-2-06-714805-5)
- « Le Chemin de Saint-Jacques Carte Routière », Junta de Castilla y León, Editorial